# Taban Lo Liyong
Taban Lo Liyong, nacido Mokotiyang Rekenet en 1939 es un escritor y crítico literario acholi fuerte defensor de la cultura africana.
Nació en Sudán y fue llevado “a la espalda” a Uganda un año después. Asistió a la Universidad Howard y a la Universidad de Iowa, donde fue el primer africano en egresar en 1968. El régimen de Idi Amin le impidió volver a Uganda y se instaló en Kenia y más tarde dio clases en la Universidad de Nairobi y otras universidades de Papúa Nueva Guinea, Australia, Japón y Sudáfrica. 